# Donato Pavesi

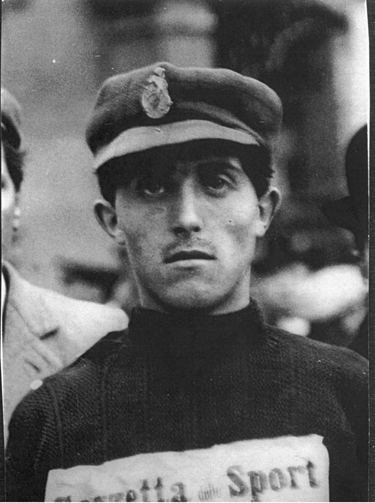
Donato Pavesi

Donato Pavesi (* 19. August 1888 in Mailand; † 30. Juni 1946) war ein italienischer Geher.
Bei den Olympischen Spielen 1920 in Antwerpen wurde er sowohl im 3000-Meter-Gehen wie auch im 10.000-Meter-Gehen im Finale disqualifiziert.
1924 wurde er bei den Olympischen Spielen in Paris Vierter im 10.000-Meter-Gehen in 49:17,0 min.
Seine persönliche Bestzeit im 10.000-Meter-Gehen von 47:47,0 min stellte er 1910 auf.